# Chances (album)
Chances – pierwszy album belgijskiego duetu Sylver, wydany w 2001 roku. Single z tego albumu to "Turn The Tide", "In Your Eyes" i "Forever In Love".

## Lista utworów
1. "Turn The Tide"
2. "Skin"
3. "Forgiven"
4. "Forever In Love"
5. "In Your Eyes"
6. "Mystery Of Tomorrow"
7. "Smile Has Left Your Eyes"
8. "Edge Of Life"
9. "Angel On My Shoulder"
10. "Secrets"